# BS 7799-3
BS 7799-3 — стандарт інформаційної безпеки, опублікований Британським інститутом стандартів (BSI). Він має назву Системи управління інформаційною безпекою. Керування  ризиками інформаційної безпеки (англ. Information security management systems. Guidelines for information security risk management ). Затверджений як міжнародний ISO/IEC 27005.
BS 7799-3 визначає процеси оцінки і управління ризиками як складовий елемент системи управління організації, що включає в себе чотири групи процесів: планування, реалізація, перевірка, дії, що відображає стандартний цикл будь-яких процесів управління. У той час як ISO/IEC 27001 описує загальний безперервний цикл управління безпекою, в BS 7799-3 містяться правила для управління ризиками інформаційної безпеки, зокрема він включає в себе оцінку та оцінювання ризиків, впровадження механізмів контролю для обробки ризиків, моніторинг і перегляд ризиків, а також супровід і вдосконалення системи контролю ризиків. Крім визначення основних факторів ризику і підходів до їх оцінки та обробки, BS 7799-3 також описує взаємозв'язки між ризиками інформаційної безпеки та іншими ризиками організації, містить вимоги і рекомендації по вибору методології та інструментів для оцінки ризиків, визначає вимоги, що пред'являються до експертів з оцінки ризиків, і менеджерам, які відповідають за процеси управління ризиками, містить поради щодо вибору законодавчих і нормативних вимог безпеки і багато іншого.
Цей стандарт сфокусований на підвищенні ефективності інформаційної безпеки шляхом реалізації безперервної програми дій з управління ризиками. Цей фокус націлений на інформаційну безпеку в контексті бізнес ризиків організації. Інструкції, що містяться в цьому стандарті, призначені для застосування в будь-яких організаціях, незалежно від їх типу, розміру і характеру бізнесу. Вони призначені для тих керівників бізнесу і співробітників, які задіяні в заходах з управління ризиками Системи Управління Інформаційною Безпекою.
Актуальною версією стандарту станом на 2018 рік є BS 7799-3:2017. Контент стандарту є платним.